# Vadouvan
Vadouvan (occasionalmente scritto Vaudouvan) è una miscela di spezie, derivato francese del masala noto come vadavam, vadagam o vadakam, cui vengono aggiunti aromi come scalogno e aglio. Si ritiene che la miscela di spezie sia originata dall'influenza  coloniale francese nella regione Puducherry in India.